# منطقة منبج
منطقة منبج منطقة سورية إدارية تتبع محافظة حلب ومركزها مدينة منبج، بلغ تعداد سكان المنطقة 408,143 نسمة حسب التعداد السكاني لعام 2004.

تاريخ منبج:
لا أحد يعلم متى تأسست مدينة منبج، ولكن يُقال أن مابوغ (منبج) تأسست في الألف الثاني قبل الميلاد على أيدي الحثيين الذين سيطروا على بلاد شمال سورية ولكنّ المعلومات المتوفرة عن منبج في تلك الحقبة تتمثل بذكر بسيط جدًا خلال الحكم الآشوري، وكذلك الأمر بالنسبة للعصر الآرامي، حيث كانت منبج جزءً من مملكة «بيت عديني» الآرامية الواقعة بين البليخ شرقًا وضفتي نهر الفرات الأوسط غربًا، وكانت عاصمتها مدينة برسيب (تل أحمر حاليًا وهي قرية صغيرة تقع على الجهة الغربية لنهر الفرات وتبعد عنه 1 كم، وتبعد 9كم عن بلدة شيوخ تحتاني نحو الجنوب الشرقي) الواقعة إلى الجنوب من مدينة جرابلس، واستولى شلمانصر الثالث ملك الاشوريون على "Mnbg" أو (Manbug) أي (منبج) عام 856 قبل الميلاد وغير اسمها إلى (ليتا آشور), وبنى فيها قصرًا ملكيًا، ثم استعاد الملك الآشوري تيغلات بلاصير الثالث السيطر عليها في عام 738 قبل الميلاد. l ، وقد اعطى (معبد الإلهة أتارجتيس) للمدينة أهمية فائقة للآراميين على الصعيد السياسي والديني، وخصوصًا نهاية الإمبراطورية الأخمينية. وهناك ملكين معروفين من ملوك مملكة «بيت عديني» وهما أبياتي وعبد الحداد. مصير الملك عبد حداد غير معروف، ومنبج كانت تتمتع بقوة في ظل حكم الإمبراطورية المقدونية.وازدهرت منبج في ظل حكم السلوقيين الذين جعلوها المحطة الأهم على طريقهم الرئيسي بين أنطاكية وعاصمتهم مدينة سلوقية التي تقع على نهر دجلة.تم نهب المعبد من قبل كراسوس (هو الملك الذي قتل سبارتاكوس عندما قاد ثورة العبيد)في طريقه للقاء البارثيين (53 قبل الميلاد). بدأت مدينة هيرابولس (منبج) بسك العملة في القرن الرابع قبل الميلاد.
في القرن الثالث، كانت منبج عاصمة مقاطعة الفرات وإحدى أكبر المدن في سوريا. ويزعم بروكوبيوس (أشهر مؤرخ في القرن السادس الميلادي) أن منبج كانت أعظم مدينة في هذا الجزء من العالم. وفي عام 363م كانت منبج مدمرة تماماعندما جمع جوليان قواته هناك قبل أن يسير نحو الهزيمة والموت في بلاد ما بين النهرين. كما ان الملك الساساني خسرو الأول غزا المدينة ودمرها بعد فشل الإمبراطور البيزنطي جستنيان الأول في الدفاع عنها. وفي عام 630 م وفي مدينة منبج أرغم الإمبراطور البيزنطي هرقل خصومة الفرس على إعادة الصليب الذي كانوا قد استولوا عليه من مدينة القدس عام 610م، وكان البيزنطيون يعتقدون أن ذلك الصليب هو الذي صلب عليه السيد المسيح، ومن هنا جاءت أهميته للبيزنطّيين، وقد بقي عند الفرس 20 عامًا. وتظهر مدينة منبج على الخرائط الرومانية في القرن الرابع الميلادي كأكبر مدينة.وتابع: «مسكوكات (هيرابوليس– منبج Membij –Hieropolis) التي يرد اسمها القديم (ممبج Membij)وقد استبدلها (سلوقوس نيكاتور) بهيرابوليس والتي تعني (المدينة المقدسة)، وبنى فيها معبدًا لربة المدينة الكبرى (أتارجاتيس– عشتار)، أما عن وضع كهنة (هيرابوليس) فيشير (جان بابلون) في كتابه (إمبراطوريات سوريات): هكذا كان الكهنة في (هيرابوليس– منبج) يجمعون في شخصهم بتفويض دائم من الإله الذي اندمجوا فيه السلطة السياسية والدينية الكهنوتية، وكان كاهن «هيرابوليس» الأكبر يتغير في كل عام في عصر «ماركوس أوريلوس»، ويضيف: كان الكاهن يرتدي الأردية الأرجوانية ويعتمر التاج، لكن لم يكن يسك النقود باسمه وإنما باسم الربة (أتارجاتيس) السورية، وفي زمن (الإسكندر الأكبر) كان الملك (عبد حدد) في (منبج) يبدو على النقود في شكل كاهن يرتدي ثوبًا كهنوتيًا ويقدم البخور على الهيكل ممسكًا بيده مروحة طقسية.
ونضيف بأنّ الإله (حدد) قد ظهر على النقود الفضية من وحدة الديدراخما بوجه جانبي يساري وقد نُقش خلف رأسه الشمس والقمر وأمام وجهه نقش آرامي يذكر اسم الملك (عبد حدد) ويظهر على الوجه الآخر الملك الفارسي راكبًا في عربة يقودها سائس وتجرها الخيول وذلك على غرار عادة ملك ملوك الفرس المنقوشة صورهم على نقود صيدون على الساحل الفينيقي، وتؤرخ هذه القطعة من العام 340 -332 قبل الميلاد.
لقد أصدرت (هيرابوليس) في العصر السلوقي نقودًا فضية وبرونزية بدءً من (أنطيوخوس الرابع) وتميزت بحملها بعض الشارات السلوقية حيث دعيت هذه النقود بالريفية Municipal وحمل جزء منها أسماء الملوك المحليين، ونلاحظ أنَّ أقدم مدينة سورية ضُرب فيها النقود هي هيرابوليس ـ منبج، التي باشرت إصدارها النّقود في فترة سبقت بقليل احتلال الإسكندر الكبير لسوريّة، ثمّ توقّفت فترة من الزمن لتعاود عمليّة الإنتاج في العصر السلوقيّ تحت حكم أنطيوخوس الرابع الملّقب (أبيفانس 175ـ 164 ق.م) ويبدو أنّ بداية إنتاج هذه الدار للنقود في ذلك العصر كان في عهد الإمبراطور تراجانوس الذي منح مدن هذه الدائرة حقّ امتياز الإصدار النقديّ من العملات البرونزيّة بهدف تنشيط المنطقة اقتصاديًّا وإعادة الحياة لها، وتلاه امتياز الإمبراطور (ماركوس أوريلوس أنطونينوس)، الذي أغدق عليها بأنْ رفعها إلى مرتبة المستعمرات الرومانيّة بين عامي 215 ـ 217م، ومنحها حقّ إصدار نقود فضيّة من وحدة التيترادراخما التي تتراوح أوزانها بين 10.50غ ـ 14غ، وعُرفت باسم تيترادراخما النسر السوريّة، لأنّه غَلُبَ في مركز الظهر نقش النسر السوريّ (العقاب).
أصدرت هيرابوليس في العصر السلوقيّ نقودًا فضيّةً وبرونزيّة بدءًا من أنطيوخوس الرابع، وتميّزت بحملها بعض الشارات السلوقيّة، وحمل جزء منها أسماء (الملوك المحليّين).

### في العصور الوسطى
عدل
عندما بدأت الفتوحات الإسلامية كانت منبج تحت الحكم البيزنطي، إلا أنها تحررت منه عام 16هـ/ 636م زمن الخليفة عمر بن الخطاب الذي كلَّف عامر بن الجراح «أبا عبيدة» بطرد البيزنطيين من أراضي بلاد الشام، وذلك بعد انتصار القوى الإسلامية في معركة اليرموك مما شجعهم على متابعة الزحف نحو الشمال والشمال الغربي لنشر قيمهم الدينية والأخلاقية التي جاء بها الإسلام. زحف أبو عبيدة بقواته نحو حلب الساجور، وقدَّم عياض بن غنم الفهري إلى منبج ثم لحق به، وقد صالح إنطاكية على شروط هي الجزية أو الجلاء، فجلا بعضهم، وأقام بعضهم فأمنهم ووضع على كل حالم منهم دينارًا وجريبًا.وعمد أهالي مدينة مبنج إلى عقد الصلح مع عياض على نفس الشروط التي صالح بموجبها أهل إنطاكية، وقد أقرَّ أبو عبيدة ذلك. 
ولقد زارها الخليفة هارون الرشيد الذي يحج سنة ويغزو سنة وسمى مدينة منبج العواصم لانها تعصم المسلمين من العدو الروماني وجعلها مدينة العواصم عاصمة العواصم  وكان حاكمها آنذاك عبد الملك بن صالح بن عباس سنة 173 هجري الهاشمي وكان أجل قريش ولسان بني عباس وإن آثار قصره مازالت موجودة في بستان شمال منبج، فعمد هذا الحاكم إلى بناء صروح كبيرة وقوية، استخدمت كقواعد لانطلاق الصائفة (لان المسلمين كانوا يغزون الروم فقط في الصيف، وذلك من اجل إتقاء برد الشتاء) ضد البيزنطيين، وبذلك أصبحت تُشكل خط التماس الأول مع العدو، لذا كان لابد من تهيئتها عسكريًا ومدنيًا لاحتواء الألوف من المجاهدين القادمين من شتى البقاع الإسلامية للدفاع عن حدود الدولة ولقتال البيزنطيين سواء بدافع ديني أو رغبة بالكسب والربح. وما إن بدأ الضعف يدب في أوصال الدولة العباسية حتى بدأ بعض القادة من العسكريين أو أصحاب العصبيات الطامعين بالعمل باجتزاء إمارات ودويلات لهم من جسم الدولة العباسية، مع حرصهم على الاعتراف في الغالب بسلطة الخليفة العباسي الذي لم يكن له حول ولا قوة.
وقد استطاع أحمد بن طولون سنة 265هـ أن يمد نفوذه من مصر إلى بلاد الشام وأن يضمها إلى دولته، وبذا أصبحت منبج تحت سيطرة الطولونيين، وقد برر ابن طولون عمله بحجة رغبته بمقارعة البيزنطيين والعودة إلى مجاهدتهم.
وفي زمن سيف الدولة الحمداني، استعرت المعارك بين الدولة الحمدانية والبيزنطيين، وكانت سجالًا بين الطرفين، وقد زادت أعباء سيف الدولة مع أنه وقَّع مع الإخشيديين خلفاء الطولونيين صلحًا في عام 334 هـ /945م حصل بموجبه على إقليم واسع يتألف من عواصم أنطاكية ومنبج، وقد استعادت هذه الأخيرة أهميتها بسبب قربها من مدينة حلب ولثروتها الزراعية، وقربها من نهر الفرات قرب معبر على النهر دعي باسم جسر منبج حيث تقوم قلعة نجم.وفي الواقع أن منبج بقيت هدفًا للبيزنطيين خلال النصف الثاني من القرن العاشر الميلادي، مما جعل الحرب بين الطرفين شبه مستمرة.
وعندما احتل الفاطميون سورية الشمالية 406 هـ /1015 م أصبح صالح بن مرداس سيد حلب. فضم إليه مدينة منبج وتعاقب على هذه المدينة سلطات عدة، فقد سيطر عليها السلاجقة الأتراك ثم انتقلت إلى سيطرة الزنكيين إذ بعد وفاة زنكي 541هـ/ 1146م قاد ولده نور الدين حملة عسكرية إلى الرها لمحاصرتها مارًا بمدينة منبج مع قواه العسكرية وآلات حصاره، وكان أميرها يومئذٍ حسان المنبجي، وهو حليف مخلص لنور الدين، والذي باستيلائه على تل باشر عام 546 هـ / 1151م أنهى بذلك كونتية الرها. وبعد وفاة حسان المنبجي أعطى نور الدين منبج لولده غازي كإقطاع إلا أن هذا ما لبث أن ثار عليه. مما جعل نور الدين يقتحم المدينة ويعزل غازي ويعين مكانه أخاه قطب الدين اينال. بنى نور الدين مدرسة للشافعية في منبج لابن أبي عصرون بينما بنى قطب الدين مدرسة مماثلة للأحناف. بقيت منبج تحت سلطة الزنكيين حتى احتلها صلاح الدين الأيوبي 572 هـ /1176م. وتعرضت فيما بعد عام 638 هـ /1240م للنهب والسلب من قبل الخوارزمية الذين أشاعوا فيها الخراب والدمار والقتل.
وبوفاة الملك الصالح أيوب ملك مصر، واغتيال ولده توران شاه، انتقل الحكم عمليًا إلى القائد المملوكي المعز ايبك التركماني الجاشنكيري الصالحي، ويُعد المؤسس لدولة المماليك والتي استمرت نحو مئتين وسبعين سنة 1250 ـ 1517 م بفرعيها البحري والبرجي. وقد تعرضت بلاد الشام خلال حكمهم إلى غزوين شرسين: أولهما بقيادة هولاكو المغولي الذي وضع نهاية للدولة العباسية، إثر احتلاله بغداد وقتله للخليفة العباسي وأفراد أسرته عام 1258 م ثم زحف نحو بلاد الشام واحتل القسم الشمالي منها، وارتكب جرائم لا يمكن تصورها في حلب ومنطقتها، ثم اتجه نحو حماة ودمشق، إلا أن ظروفًا استجدت، فاضطر إلى الذهاب إلى إيران بسبب وفاة أخيه الخان الكبير، تاركًا جيشه لإتمام الغزو بقيادة أحد قواده ولكن جيش المماليك بقيادة الظاهر بيبرس تمكن من سحق الجيش المغولي في معركة عين جالوت 658 هـ / 1260م. أما الغزو الثاني فكان بقيادة تيمورلنك، الذي غزا في عام 804 هـ/ 1401م شمال سورية واستولى على مدينة ومنبج وجعلها مقرًا لقيادة حملته على سوريا وبعد ذلك هدمها ولم يبقِ حجرًا فوق حجر، وترك جنوده يفتكون بسكانها، وهكذا أصبحت منبج مدينة خاوية على عروشها، وفي هذه الفترة توقفت الحياة في منبج التي بقيت مهجورة ..
كان آخر سلاطين المماليك قونصوه الغوري الذي هزمه العثمانيون في معركة مرج دابق قرب حلب عام 923هـ/ 1517م وبذلك انتقلت السيادة من المماليك إلى العثمانيين، وأصبحت منبج جزءًا من الخلافة الإسلامية، وقد استمرت الخلافة العثمانية في بلاد الشام نحو أربعة قرون 1517م ـ 1918م.

### في العصر الحديث
عدل
1697م وصل هنري ماندريل  إلى منبج يوم الأربعاء 19 نيسان (أبريل) وبدأ بوصف المدينة قائلًا : «لم يبق لهذا المكان من عظمته شيئًا» لقد كانت منبج مدينة مدمرة تمامًا، ويعمها الخراب والفوضى، وفي الجهة الشرقية ما يزال بعضًا من أجزاء سور المدينة سليمًا ولم يدمر بعد، وفي الجهة الغربية من المدينة يوجد حفرة عميقة ، مليئة بالماء ، بقطر 100 ياردة (91,4 م)، ويضيف على ما يبدو أن هذه البحيرة الصغيرة كانت محاطة بأبنية عظيمة وقد استنتج وجود هذه الأبنية العظيمة من خلال الأعمدة والحطام المتبقي حول هذه البحيرة.
1745م وصف ريتشارد بوكوك  أقنية الري الممتدة تحت الأرض (السرب)، ثم وصف بقايا السور المتبقية، وكان السور بعرض 9 أقدام (2.74m) وبارتفاع أكثر من 30 قدم (9.14m)، ويوجد 4 ابواب للسور، كل باب بعرض 15 قدم (4.57m)، ويوجد برج نصف دائري عند كل باب لحمايته .
1850م ما زالت منبج مدينة يعمها الخراب عندما وصل الكولونيل تشيسني  إلى منبج ووصفها بأنها مدينة محطمة تقع وسط سهل صخري في مكان منعزل.
1878م وصول 350 عائلة شركسية  إلى منبج ، ليقيموا فيها ويصبحوا من مواطنيها، ومن بعدها بدأت تعود إليها الحياة تدريجيًا.
1884م /1302هـ بناء الجامع الكبير في منبج.
1902م سيل كبير يجتاح منبج، ثم تبعه سيل عام 1972م و 1973م، مما دفع البلدية إلى توسعة السور لحماية المدينة من السيول.
1904م بناء حمام للعامة في السوق ،  كما تُشير اللوحة الموجودة على بابه وهي مكتوبة باللغة التركية، وترجمتها تقول: «السلطان يبارك لأهل المدينة بهذا الحمام»، وافتتاح مكتب البريد في منبج.
1914- 1918م مجاعة غير مسبوقة تجتاح مدينة منبج وقراها بسبب الحرب العالمية الأولى وفرض النفير العام (السفربرلك)، والذي تم بموجبه اقتياد كل من يستطيع حمل السلاح إلى جبهات القتال.
1920 فرنسا تحتل سوريا
1925  الانتداب الفرنسي ينشئ ثلاثة مباني حديثة في منبج، وهي السرايا الحكومية (وتقع مقابل البريد وأصبحت بعد انقلاب 1970 مقر شعبة حزب البعث) ومدرسة (مدرسة منبج الابتدائية للبنات)، وبيت للقائم مقام (الذي أصبح لاحقًا منزل مدير المنطقة)، وأحداث سبيل ماء عند مدخل السوق (لا يزال موجودا حتى الآن ولكن بدون ماء)، ووفاة مفتي منبج الشيخ عبد القادر اللبني.
1930م وبحسب جريدة الأهالي التي كانت تصدر في حلب «أهالي بلدة منبج مرتاحون في فصول السنة الثلاثة الربيع والصيف والخريف فإذا جاء الشتاء وقعوا في البلاء وهودتهم الأوحال والأمطار بالزلق والغرق واحتاجوا إلى مراكب شراعية ليؤمنوا المواصلات بين الحارات وبين الأسواق، أما الموظفون فيحتاجون إلى مراكب بخارية للتنقل بين بيوتهم والسراي. والفضل في ذلك لرئيس البلدية السابق محمود نديم أما القائم مقام الحالي فيؤكد أنه سيصلح الطرقات ويسد الجور لينقذ الناس من الزلق والغرق».
1936م وفاة مفتي منبج الشيخ ناجي الكيالي.
1946م الأفراح تعمّ مدينة منبج وقراها ابتهاجًا بخروج الفرنسيين من البلاد.
1951م وصول الكهرباء إلى منبج.
1952م افتتاح أول سينما في منبج، وفي نفس العام توفي مفتي منبج الشيخ محمود العلبي.
في الخمسينيات بدأت المدارس تنتشر في منبج وقراها، وأخذ الناس يمارسون الديمقراطية وينضمون إلى الأحزاب السياسية المختلفة، وافتتح فندق الوحدة العربية (مقابل الجامع الكبير) لصاحبه الحاج محمود بنشي، وفندق عصام حلواني في أول السوق.
1955م فندق الجامعة العربية (آخر السوق المسقوف على جهة اليسار) لصاحبه بشير العقاد.
1961م إنشاء المركز الثقافي العربي في منبج،  وفي نفس المكان تم بناء المركز الثقافي الجديد وتم افتتاحه عام 2005م.
1967م الحزن يسيطر على أهالي منبج بسبب سقوط الجولان.
1974م أصدرت الحكومة السورية قرارًا بترحيل الكثير من أهالي قرى منبج الجنوبية إلى الحسكة، لأن قراهم وأراضيهم غمرت بمياه بحيرة سد الفرات.
1977م افتتاح معهد الأرقم بن الأرقم (المدرسة الشرعية) والذي تم نقله لاحقا إلى الحي الغربي .
1982م دبابات الجيش السوري تطوق مدينة منبج وبعض قرى منبج بسبب انضمامها للحراك المناهض لسيطرة حزب البعث على سوريا.
1985م البلدية تضع المخطط التنظيمي لمدينة منبج. ووفاة مفتي منبج الشيخ جمعة أبو زلام.
1988م حدوث أزمة غذائية كبيرة في معظم المدن السورية ومنها مدينة منبج ، وازدحام كبير على الأفران للحصول على الخبز ، وفقدان معظم المواد الاستهلاكية من السوق بسبب حصار دول حلف الناتو لسوريا، ووفاة المخرج المسرحي الكبير فواز الساجر (و هو من مواليد أبو قلقل عام 1948م)
1992 و 1993م توسعة شبكة الهاتف الأرضي في منبج (من ضمن مشروع المليون هاتف الذي تبرعت بتكاليفه الحكومة الكويتية كهدية للشعب السوري)
في التسعينيات حدوث طفرة عمرانية كبيرة في منبج.
1995م تدشين المشفى الوطني في منبج والذي يحتوي على /175/ سريراً باختصاصات مختلفة تخدم مناطق منبج وجرابلس وعين العرب وجزءاً من ريف محافظة الرقة ويتبع للمشفى قسم إسعاف وعيادات خارجية وبنك للدم حيث يقوم بخدمات اسعافية جليلة لحوادث السير وخاصة الواقعة وبكثرة على طريق حلب - الحسكة المار من مدينة منبج.
1997م افتتاح صوامع ومطاحن منبج.
1999م الحكومة تجبر الكثير من أهالي القرى المحاذية لنهر الفرات في منبج على الرحيل إلى ريف مسكنة ، لأن  قراهم وأراضيهم غُمرت بمياه سد تشرين.
2003م افتتاح سد تشرين.
2004م إنشاء مدخل جديد لمنبج من الجهة الغربية وتشييد دوار الكتاب.
2003-2004 م افتتاح فرع لجامعة الاتحاد الخاصة في منبج،  و وصول خدمة الإنترنت السريع ADSL إلى المدينة..
2009م مجلس مدينة منبج ينشئ الفرن الاحتياطي بطاقة انتاجية من 12-14 طن في اليوم ،  حيث بدأ إنتاج الخبز فيه بتاريخ 6 شباط 2010م، ونقل الأحوال المدنية (النفوس) إلى المبنى الجديد، ووفاة ذياب الماشي .
2010م إنشاء مركز هجرة وجوازات في منبج، لتخفيف الضغط عن مدينة حلب.

### منبج منذ 2011 حتى اليوم
عدل
شاركت منبج في الاحتجاجات المناوئة للنظام وخرجت أول مظاهرة بتاريخ 21 أبريل/نيسان 2011م، خرجت منبج عن سيطرة الحكومة بتاريخ 19يوليو/تموز 2012م، وأصبحت إدارة المدينة من من مسؤوليات أبناء المدينة، حيث جرت انتخابات لتعيين مجلس محلي، وفي يناير/ كانون الثاني 2014م سيطر تنظيم الدولة الإسلامية (داعش) على المدينة، وفي يونيو/حزيران 2016م شنت قوات سوريا الديمقراطية (وهي قوات في غالبيتها كردية) هجوماً على منبج من أجل السيطرة على المدينة، تحت غطاء جوي من قوات التحالف الدولي (و هي في غالبيتها طائرات أمريكية)بالإضافة لوجود عناصر قيادية من القوات الأمريكية على الأرض، وفي 12 أغسطس/آب سيطرت القوات الكردية على المدينة بعد هجوم استمر شهرين، حاولت تركيا الهجوم على منبج من أجل طرد القوات الكردية منها ولكن الولايات المتحدة الأمريكية منعت ذلك الهجوم عن طريق إرسال مئات من الجنود الامريكان إلى الخطوط الأمامية للقتال.

انور قوجة

## نواحي منطقة منبج
- ناحية مركز منبج
- ناحية أبو قلقل
- ناحية خفسة
- ناحية مسكنة
- ناحية الحية
- ناحية أبو كهف